# Planet Kids
Planet Kids è stato un canale televisivo tematico italiano d'intrattenimento per ragazzi che era disponibile sulla piattaforma televisiva satellitare Sky nel pacchetto "Sky Famiglia" alla posizione 620. Esso offriva un palinsesto in doppia lingua per approfondire la lingua del paese d'origine, tra le lingue vi sono italiano, inglese, francese, tedesco, finlandese, olandese, ebraico e cinese. Gran parte delle trasmissioni erano in replica, altre invece erano trasmesse in prima visione. Il canale ha chiuso le trasmissioni il 22 gennaio 2015.

## Programmi

### Cartoni animati
- Scuola di vampiri
- Let's go Guang
- Sonic Underground
- Superbook
- Fragolina Dolcecuore
- Mummies Alive! - Quattro mummie in metropolitana
- Carl Squared
- The WotWots
- Tareq Wa Shireen
- Red Caps
- L'ispettore Gadget
- Chicken Stew
- Le avventure di Super Mario
- Teen Days
- Clic & Kat
- Dennis, la minaccia
- Human Stories from Qur'an
- Ben & Izzy
- Sherlock Holmes - Indagini dal futuro
- SheZow

### Telefilm
- Galis Summer Camp
- E noi parliamo amando
- Rox

## Seconde lingue
- Tedesco (Scuola di vampiri)
- Cinese (Let's go Guang, Chicken Stew)
- Inglese (Sonic Underground, L'ispettore Gadget, Fragolina Dolcecuore, Super Mario, Dennis, Superbook, Mummies Alive! - Quattro mummie in metropolitana)
- Francese (Carl Squared)
- Finlandese (Red Caps)
- Zelandese (The WotWots)
- Ebraico (Galis Summer Camp)
- Olandese (Rox)
- Arabo (Human Stories from Qur'an, Ben & Izzy, Tareq Wa Shireen)
- Portoghese (Sherlock Holmes)